# Nissan Prairie
Datsun Prairie або Nissan Prairie — перший в світі мінівен, що виготовлявся японською компанією Nissan з осені 1981 року до кінця 2004 року в трьох поколіннях. Спочатку він з'явився на ринку як Datsun Prairie. Після того, як Nissan припинила продавати автомобілі під маркою Datsun для експорту (в Японії наприкінці 1980-х років), вона була запропонована як Nissan Prairie. У Європі Nissan продавав лише перші дві серії до середини 1994 року.

## Nissan Prairie (M10, 1981-1988)

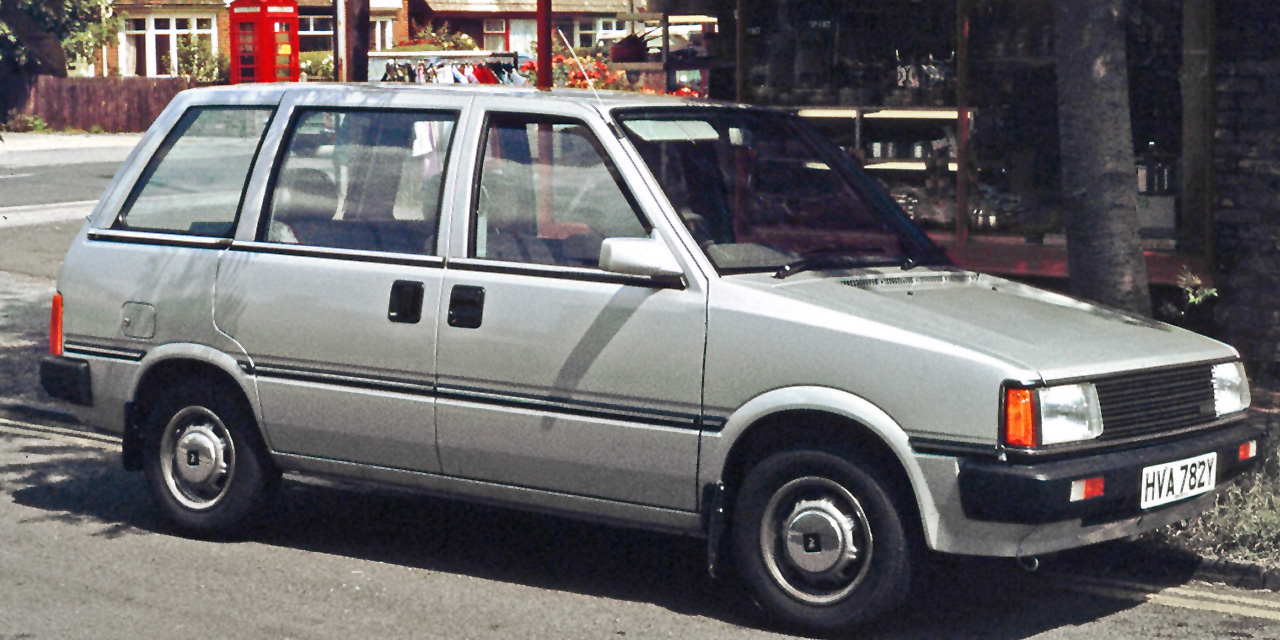
Nissan Prairie (M10, 1981-1988)

Prairie першого покоління (M10) — це просторий універсал з високим дахом, з боковими розсувними дверима для другого ряду сидінь, яку сьогодні назвуть компактвеном. Наприкінці 90-х років концепція високого даху застосована багатьма іншими виробниками. До них належать, наприклад, моделі Citroën Xsara Picasso, Volkswagen Touran, Opel Zafira та Kia Carens. Він також продавався як Nissan Multi у Канаді та Nissan Stanza Wagon у Сполучених Штатах. Лише влітку 2000 року на європейському ринку її замінив Nissan Almera Tino.

### Двигуни
- 1.5 L E15S I4
- 1.6 L E16 I4
- 1.8 L CA18S I4
- 2.0 L CA20S/CA20E I4

## Nissan Prairie (M11, 1988-1998)

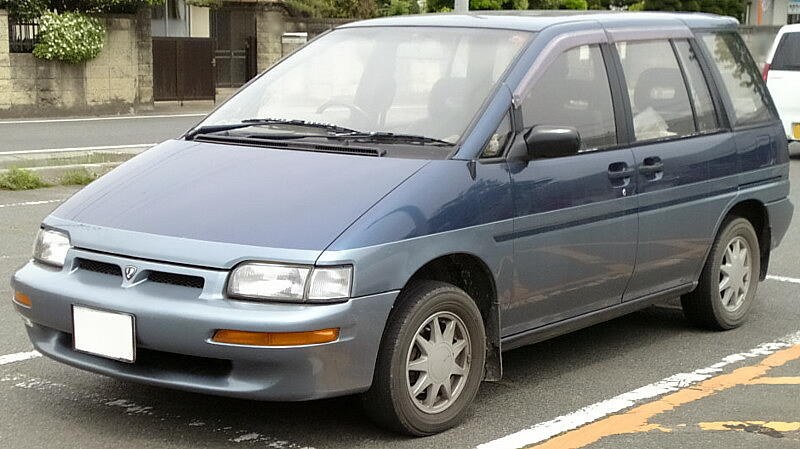
Nissan Prairie (M11, 1988-1998)

Друге покоління (M11) в Північній Америці називалось Nissan Axxess, і його замінили більш великим мінівеном Nissan Quest, що спільно розробили компанієюї Nissan та Ford, а в Європі модель називалась Nissan Prairie Pro і була замінена в 1994 році на Nissan Serena.

### Двигуни
- 2.0 L CA20S I4
- 2.0 L SR20DE I4
- 2.4 L KA24E I4

## Nissan Liberty (M12, 1998-2004)

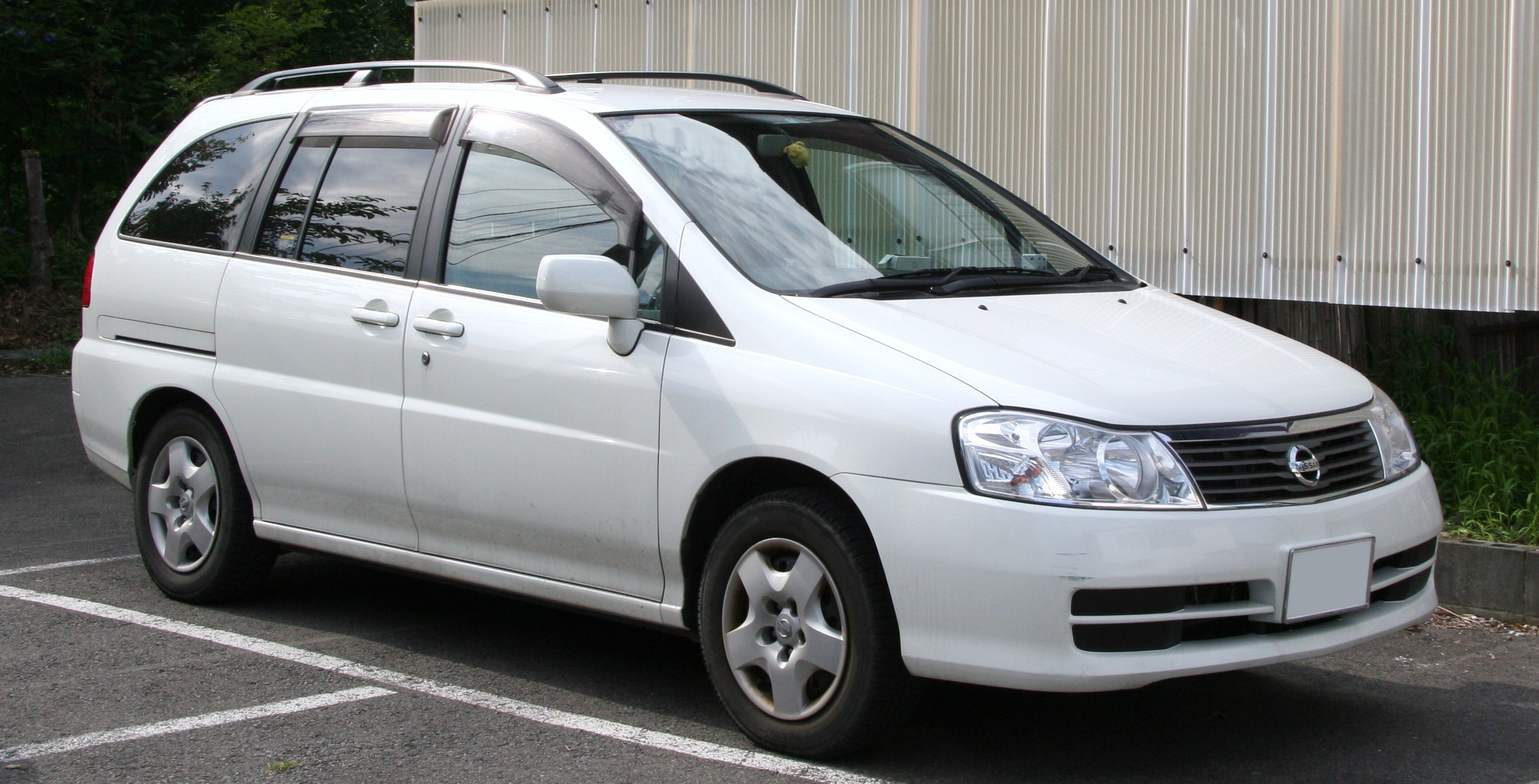
Nissan Liberty (M12, 1998-2004)

Третє покоління (M12) цього автомобіля представлене в Японії як Prairie Liberty, але згодом приставку Prairie забрали і модель продавалась до  2004 року під назвою Nissan Liberty, після чого його замінила Nissan Lafesta.

### Двигуни
- 2.0 L SR20DE I4
- 2.0 L SR20DET I4 turbo
- 2.0 L QR20DE I4